# Z powodu chłopaka
Z powodu chłopaka (fr. À cause d'un garçon) – francuski telewizyjny film fabularny w reżyserii Fabrice'a Cazeneuve, mający swoją premierę 13 marca 2002 roku.

## Fabuła
Siedemnastoletni Vincent (Julien Baumgartner) jest przeciętnym nastolatkiem. Dobrze się uczy, reprezentuje szkołę, biorąc udział w zawodach pływackich, ma dziewczynę Noémie (Julia Maraval) i najlepszego przyjaciela Stéphane’a (François Comar). Wielu ludzi może mu zazdrościć życia. Nastolatek nie jest szczęśliwy. Ukrywa przed znajomymi swoją homoseksualną orientację. Pewnego dnia poznaje w szkole Benjamina (Jérémie Elkaïm). Vincent zakochuje się w koledze. Swoje spotkania mężczyźni zachowują w tajemnicy przed wszystkimi. Wkrótce Vincent zauważa namalowane na ścianie graffiti z homofobicznym napisem, skierowanym w jego kierunku. Nastolatek zaczyna być prześladowany fizycznie i psychicznie w szkole za swoją orientację seksualną. 

## Obsada
- Julien Baumgartner jako Vincent Molina
- Julia Maraval jako Noémie
- Jérémie Elkaïm jako Benjamin

W pozostałych rolach:

- François Comar jako Stéphane
- Patrick Bonnel jako Bernard
- Antoine Michel jako Régis
- Christiane Millet jako Sylvie
- Nils Öhlund jako Bruno
- Bernard Blancan jako trener drużyny pływackiej
- Eric Bonicatto jako nauczyciel francuskiego